# XHSECE-TDT
XHSECE-TDT es una estación televisiva pública que transmite en Querétaro, Querétaro en México, en canal digital 50. El permiso de la estación está a nombre del Sistema Estatal de Comunicación Cultural y Educativa del Gobierno de Querétaro (SECCE). El transmisor de XHSECE está localizado en el parque nacional El Cimatario junto con los de la mayoría de las otras estaciones televisivas en el estado.
La Cofetel otorgó el permiso para canal 50 a SECCE en enero de 2012, haciendo de XHSECE una de las dos estaciones de televisión pública en Querétaro, junto al Sistema Público de Radiodifusión del Estado Mexicano XHOPMQ-TDT (canal 30).

## Historia
El 27 de noviembre de 2009 el entonces gobernador del estado de Querétaro, José Calzada Rovirosa inaugura las transmisiones del canal del Sistema Estatal de Comunicación Cultural y Educativa del Gobierno de Querétaro vía TV de para en Cablecom con cobertura en los municipios de municipios de Querétaro, Corregidora y El Marqués.
El 7 de enero de 2010 inició transmisiones las 24 horas.
En 2012 se inició el trámite ante la Cofetel para obtener la permisión de un canal de televisión abierta en la ciudad. El canal asignado fue el canal 50 en modo de TDT, con una potencia de transmisión de 5 kW. El canal inició transmisiones en 2013.